# Nikolaikirche (Berlijn)
De Nikolaikirche is de oudste kerk van het historische Berlijn.
Het oorspronkelijke gebouw op deze plaats is waarschijnlijk rond 1230 verrezen, toen de stad stadsrechten kreeg. Van dit stenen gebouw is het fundament van de door twee torens geflankeerde façade van de huidige kerk over, die dateert uit 1300. Het priesterverblijf is voltooid in 1402, maar aan de kerk zelf is tot halverwege de 15de eeuw gewerkt. Het resultaat was een gotische bakstenen hallenkerk, waarin een koor met een omgang en een reeks lage kapellen was gebouwd. In 1877 verwijderde Hermann Blankenstein, die de restauratie van de kerk leidde, de meeste barokke aanpassingen en reconstrueerde de torens.
De Nikolaikirche werd in 1945 verwoest door bombardementen en pas in 1987 weer opgebouwd. Nu is er een expositie ingericht over de geschiedenis van Berlijn, met voorwerpen die de oorlog overleefden. In de westmuur van de zuidbeuk is het monument van Andreas Schlüter voor de goudsmid Daniel Mannlich en zijn vrouw te zien: een verguld reliëf van het paar boven een namaak-deur.